# Zwitserland op de Olympische Winterspelen 1948
Tijdens de Olympische Winterspelen van 1948, die in Sankt Moritz werden gehouden, nam het gastland, Zwitserland, voor de vijfde keer deel.

## Medailleoverzicht
| Sport       | Olympiër                       | Discipline     | Medaille |
| ----------- | ------------------------------ | -------------- | -------- |
| Alpineskiën | Edy Reinalter                  | slalom (m)     | Goud     |
| Alpineskiën | Hedy Schlunegger               | afdaling (v)   | Goud     |
| Bobsleeën   | Felix Endrich Friedrich Waller | 2-mansbob (m)  | Goud     |
| Alpineskiën | Karl Molitor                   | combinatie (m) | Zilver   |
| Alpineskiën | Antoinette Meyer               | slalom (v)     | Zilver   |
| Bobsleeën   | Fritz Feierabend Paul Eberhard | 2-mansbob (m)  | Zilver   |
| Kunstrijden | Hans Gerschwiler               | mannen         | Zilver   |
| Alpineskiën | Karl Molitor                   | afdaling (m)   | Brons    |
| Alpineskiën | Rolf Olinger                   | afdaling (m)   | Brons    |
| IJshockey   | Olympisch team                 | mannen         | Brons    |

## Deelnemers en resultaten

### Alpineskiën
| Olympiër          | Discipline     | Resultaat | Prestatie                                                                       |
| ----------------- | -------------- | --------- | ------------------------------------------------------------------------------- |
| Karl Gamma        | slalom (m)     | dnf       | opgave                                                                          |
| Fernand Grosjean  | afdaling (m)   | 8e        | 3.03,1 (+8,1)                                                                   |
| Fernand Grosjean  | combinatie (m) | 16e       | 16,61 punten (+13,34) afdaling: 4,52 p (3.03,1) slalom: 12,09 p (1.19,6+1.22,7) |
| Karl Molitor      | afdaling (m)   | Brons     | 3.00,3 (+5,3)                                                                   |
| Karl Molitor      | slalom (m)     | 8e        | 2.16,2 (+5,9) 1.10,2+1.06,0                                                     |
| Karl Molitor      | combinatie (m) | Zilver    | 6,44 punten (+3,17) afdaling: 3,09 p (3.00,3) slalom: 3,35 p (1.14,0+1.08,5)    |
| Adolf Odermatt    | afdaling (m)   | 11e       | 3.06,4 (+11,4)                                                                  |
| Adolf Odermatt    | combinatie (m) | 15e       | 15,64 punten (+12,37) afdaling: 6,51 p (3.06,4) slalom: 9,13 p (1.19,8+1.15,8)  |
| Rolf Olinger      | afdaling (m)   | Brons     | 3.00,3 (+5,3)                                                                   |
| Edy Reinalter     | afdaling (m)   | 22e       | 3.11,0 (+16,0)                                                                  |
| Edy Reinalter     | slalom (m)     | Goud      | 2.10,3 1.07,7+1.02,6                                                            |
| Edy Reinalter     | combinatie (m) | 10e       | 12,01 punten (+8,74) afdaling: 8,83 p (3.11,0) slalom: 3,18 p (1.16,3+1.05,8)   |
| Georges Schneider | slalom (m)     | 13e       | 2.18,4 (+8,1) 1.11,9+1.06,5                                                     |
| Romedi Spada      | afdaling (m)   | 18e       | 3.09,2 (+14,2)                                                                  |
| Alfred Stäger     | afdaling (m)   | dnf       | opgave                                                                          |
| Olivia Ausoni     | afdaling (v)   | 23e       | 2.45,1 (+16,8)                                                                  |
| Olivia Ausoni     | slalom (v)     | 17e       | 2.18,6 (+21,4) 1.18,7+59,9                                                      |
| Olivia Ausoni     | combinatie (v) | 26e       | 38,02 punten (+31,44) afdaling: 10,62 p (2.45,1) slalom: 27,4 p (1.44,4+1.08,5) |
| Rosemarie Bleuer  | afdaling (v)   | 9e        | 2.33,3 (+5,0)                                                                   |
| Rosemarie Bleuer  | slalom (v)     | 13e       | 2.10,6 (+13,4) 1.06,2+1.04,4                                                    |
| Rosemarie Bleuer  | combinatie (v) | 6e        | 8,80 punten (+2,22) afdaling: 3,2 p (2.33,3) slalom: 5,6 p (1.05,5+1.03,8)      |
| Renée Clerc       | slalom (v)     | 5e        | 2.05,8 (+8,6) 1.03,8+1.02,0                                                     |
| Antoinette Meyer  | afdaling (v)   | 11e       | 2.35,4 (+7,1)                                                                   |
| Antoinette Meyer  | slalom (v)     | Zilver    | 1.57,7 (+0,5) 1.00,7+57,0                                                       |
| Lina Mittner      | afdaling (v)   | 5e        | 2.31,2 (+2,9)                                                                   |
| Lina Mittner      | combinatie (v) | 14e       | 12,54 punten (+5,96) afdaling: 1,79 p (2.31,2) slalom: 10,75 p (1.03,3+1.16,3)  |
| Irène Molitor     | afdaling (v)   | 14e       | 2.37,2 (+8,9)                                                                   |
| Hedy Schlunegger  | afdaling (v)   | Goud      | 2.28,3                                                                          |
| Hedy Schlunegger  | combinatie (v) | 8e        | 10,20 punten (+3,62) afdaling: 0 p (2.28,3) slalom: 10,2 p (1.11,4+1.07,1)      |

### Bobsleeën
| Olympiër                                                       | Discipline                   | Resultaat | Prestatie                                         |
| -------------------------------------------------------------- | ---------------------------- | --------- | ------------------------------------------------- |
| Fritz Feierabend Paul Eberhard                                 | 2-mansbob (m) Zwitserland I  | Zilver    | 5.30,4 (+1,2) (1.23,7 / 1.24,0 / 1.21,4 / 1.21,3) |
| Felix Endrich Friedrich Waller                                 | 2-mansbob (m) Zwitserland II | Goud      | 5.29,2 (1.22,4 / 1.22,7 / 1.21,7 / 1.22,4)        |
| Fritz Feierabend Friedrich Waller Felix Endrich Heinrich Angst | 4-mansbob (m) Zwitserland I  | 4e        | 5.22,1 (+2,0) (1.16,9 / 1.21,2 / 1.22,3 / 1.21,7) |
| Franz Kapus Werner Spring Bernhard Schilter Paul Eberhard      | 4-mansbob (m) Zwitserland II | 8e        | 5.25,4 (+5,3) (1.17,6 / 1.20,8 / 1.22,3 / 1.24,7) |

### Kunstrijden
| Olympiër               | Discipline | Resultaat | Prestatie                 |
| ---------------------- | ---------- | --------- | ------------------------- |
| Hans Gerschwiler       | mannen     | Zilver    | pc. 23,0; 181,122 punten  |
| Karl Enderlin          | mannen     | 14e       | pc. 110,0; 154,244 punten |
| Maja Hug               | vrouwen    | 15e       | pc. 137,0; 141,522 punten |
| Lotti Höner            | vrouwen    | 23e       | pc. 186,0; 134,211 punten |
| Doris Blanc            | vrouwen    | 25e       | pc. 221,0; 122,622 punten |
| Luny Unold Hans Kuster | paarrijden | 12e       | pc. 120,0; 9,281 punten   |

### Langlaufen
| Olympiër                                              | Discipline        | Resultaat | Prestatie                                       |
| ----------------------------------------------------- | ----------------- | --------- | ----------------------------------------------- |
| Theo Allenbach                                        | 18 km (m)         | 30e       | 1:24.12 (+10.22)                                |
| Victor Borghi                                         | 50 km (m)         | dnf       | opgave                                          |
| Louis Bourban                                         | 50 km (m)         | 19e       | 4:33.50 (+46.02)                                |
| Karl Bricker                                          | 18 km (m)         | 41e       | 1:25.47 (+11.57)                                |
| Max Müller                                            | 18 km (m)         | 25e       | 1:22.40 (+8.50)                                 |
| Max Müller                                            | 50 km (m)         | 17e       | 4:30.51 (+43.03)                                |
| Gottlieb Perren                                       | 18 km (m)         | 43e       | 1:26.27 (+12.37)                                |
| Edi Schild                                            | 18 km (m)         | 20e       | 1:22.15 (+8.25)                                 |
| Edi Schild                                            | 50 km (m)         | 6e        | 4:05.37 (+17.49)                                |
| Niklaus Stump                                         | 18 km (m)         | 20e       | 1:22.15 (+8.25)                                 |
| Alfons Supersaxo                                      | 18 km (m)         | 34e       | 1:24.29 (+10.39)                                |
| Robert Zurbriggen                                     | 18 km (m)         | 26e       | 1:22.51 (+9.01)                                 |
| Niklaus Stump Robert Zurbriggen Max Müller Edi Schild | 4x10 km estafette | 5e        | 2:48.07 (+0.19) (41.08 / 40.22 / 42.05 / 44.32) |

### Noordse combinatie
| Olympiër         | Discipline | Resultaat | Prestatie                                                              |
| ---------------- | ---------- | --------- | ---------------------------------------------------------------------- |
| Niklaus Stump    | mannen     | 4e        | 421,50 punten 18 km: 208,50 (1:22.15) schans: 213,0 (65,5+63,5+60,0 m) |
| Alfons Supersaxo | mannen     | 13e       | 400,40 punten 18 km: 196,50 (1:24.29) schans: 203,9 (63,0+57,0+61,5 m) |
| Theo Allenbach   | mannen     | 17e       | 376,10 punten 18 km: 199,50 (1:23.54) schans: 176,6 (52,5+52,0+50,0 m) |
| Gottlieb Perren  | mannen     | 18e       | 373,80 punten 18 km: 186,00 (1:26.27) schans: 187,8 (56,0+57,5+56,5 m) |

### Schaatsen
| Olympiër           | Discipline | Resultaat | Prestatie        |
| ------------------ | ---------- | --------- | ---------------- |
| Alfred Altenburger | 5000 m (m) | 39e       | 9.40,6 (+1.11,2) |
| Heinz Hügelshofer  | 5000 m (m) | 33e       | 9.28,6 (+59,2)   |
| Rudolf Kleiner     | 500 m (m)  | 39e       | 47,8 (+4,7)      |
| Rudolf Kleiner     | 1500 m (m) | 42e       | 2.33,0 (+15,4)   |
| Sepp Rogger        | 1500 m (m) | 43e       | 2.34,7 (+17,1)   |
| Sepp Rogger        | 5000 m (m) | 34e       | 9.29,3 (+59,9)   |
| Hanspeter Vogt     | 1500 m (m) | 34e       | 2.30,5 (+12,9)   |

### Schansspringen
| Olympiër           | Discipline | Resultaat | Prestatie                  |
| ------------------ | ---------- | --------- | -------------------------- |
| Fritz Tschannen    | mannen     | 9e        | 214,8 punten (64,5+66,0 m) |
| Hans Zurbriggen    | mannen     | 10e       | 214,0 punten (61,0+67,0 m) |
| Willi Klopfenstein | mannen     | 13e       | 209,3 punten (60,0+62,5 m) |
| Andreas Däscher    | mannen     | 17e       | 203,8 punten (61,0+61,0 m) |

### Skeleton
| Olympiër              | Discipline | Resultaat | Prestatie                                                           |
| --------------------- | ---------- | --------- | ------------------------------------------------------------------- |
| Gottfried Kägi        | mannen     | 5e        | 5.29,9 (+6,7) (0.48,9 / 0.48,8 / 0.48,7 / 1.00,8 / 1.01,6 / 1.01,1) |
| Milo Bigler           | mannen     | 11e       | opgave (0.48,4 / 0.48,4 / 0.48,7 / dns / — / —)                     |
| Dialma Balsegia       | mannen     | 12e       | opgave (0.49,2 / 0.49,0 / 0.48,6 / dns / — / —)                     |
| Christian Fischbacher | mannen     | dnf       | opgave (details niet bekend)                                        |

### IJshockey
| Olympiër | Discipline | Resultaat | Prestatie |
| --- | ---------- | --------- | --- |
| Hans Bänninger Alfred Bieler Hanggi Boller Ferdinand Cattini Hans Cattini Hans Dürst Walter Dürst Emil Handschin Werner Lohrer Heini Lohrer Reto Perl Ulrich Poltera Gebhard Poltera Beat Rüedi Otto Schubiger Richard Torriani Hans Trepp | mannen     | Brons     | toernooi: 5 - 4 Zwitserland - Verenigde Staten 16 - 0 Zwitserland - Italië 11 - 2 Zwitserland - Oostenrijk 12 - 3 Zwitserland - Groot-Brittannië 8 - 2 Zwitserland - Zweden 14 - 0 Zwitserland - Polen 1 - 7 Zwitserland - Tsjecho-Slowakije 0 - 3 Zwitserland - Canada |

Argentinië · België · Bulgarije · Canada · Chili · Denemarken · Finland · Frankrijk · Griekenland · Groot-Brittannië · Hongarije · IJsland · Italië · Joegoslavië · Libanon · Liechtenstein · Nederland · Noorwegen · Oostenrijk · Polen · Roemenië · Spanje · Tsjecho-Slowakije · Turkije · Verenigde Staten · Zuid-Korea · Zweden · Zwitserland